# 七毫源氏
七毫源氏（しちごうげんじ）は、源氏物語の写本の一つである。

## 概要
おおむね南北朝時代の成立と見られる河内本系統の本文を持つ代表的な源氏物語の写本の一つであり、現在この写本は東山文庫に所蔵されているため「東山文庫本（源氏物語）」などとも呼ばれるが、同文庫にはこの「七毫源氏」以外にも本写本と同じく複数の筆者による河内本系統の本文を持つ（一部別本の巻を含む）「御物本」や「各筆源氏」などとも呼ばれる源氏物語の写本も存在するために、それぞれ「東山文庫蔵各筆源氏」および「東山文庫蔵七毫源氏」と呼び分けたりしている。本写本はもともとは54帖すべてが揃った写本であったと見られるが、現存するのは桐壺、花宴、朝顔、初音、常夏、藤袴、若菜上、柏木、鈴虫、匂宮を除く四十四帖のみである。